# Aeroportul Moyale
Aeroportul Moyale (IATA: OYL, ICAO: HKMY) este un aeroport din Kenya ce deservește zona Moyale. A fost numit după zona deservită.
Situat la o altitudine de 850 m, aeroportul dispune de o singură pistă.